# Regeringsbyggnaden, Jerevan

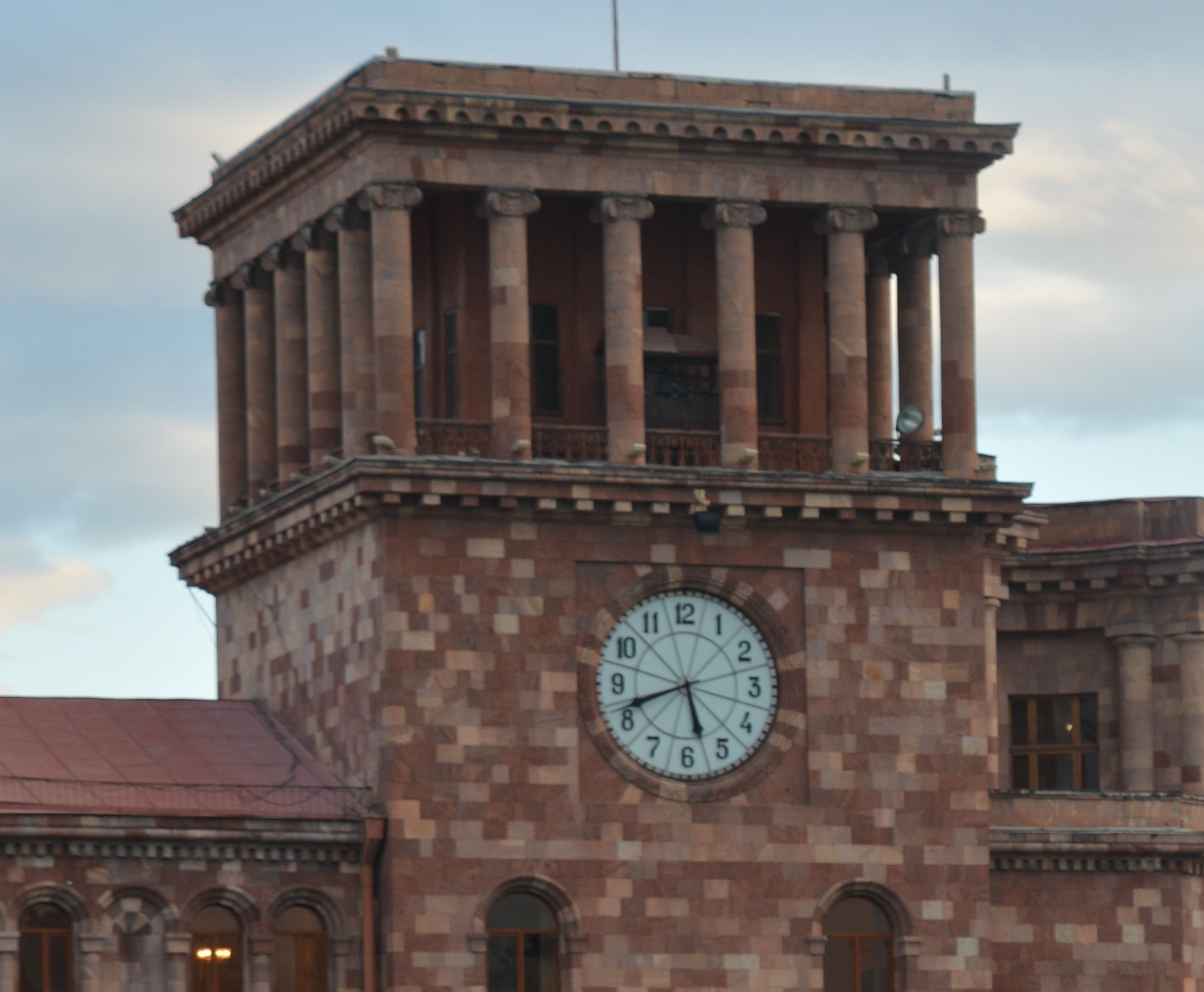
Tornuret på regeringsbyggnaden

Regeringsbyggnaden (armeniska:  Հայաստանի Հանրապետության կառավարական տուն, Hayastani Hanrapetut'yan Karavarakan Tun) är en armenisk regeringsbyggnad i Jerevan, som inrymmer bland annat premiärministernas kansli och finansministeriet. Den ligger vid Republikens plats och ritades av Alexander Tamanian.
Byggnadens stora ur är tillverkat i Moskva och transporterades till Jerevan 1941. Diametern är fyra meter. Timvisaren är 188 centimeter lång, minutvisaren 170 centimeter.